# کلمنتس کادالی
کلمنتس کادالی (انگلیسی: Clements Kadalie؛ ۱ آوریل ۱۸۹۶ – ۱ ژانویهٔ ۱۹۵۱) نخستین رهبر اتحادیه کارگری آفریقای جنوبی بود.